# Jim McCarty
Jim McCarty (* jako James Stanley McCarty; 25. července 1943 Liverpool) je britský bubeník, zpěvák a v menší míře kytarista.
V roce 1963 spoluzaložil skupinu The Yardbirds, ve které, s přestávkou v letech 1968–1992, hraje dodnes. V roce 1969 se stal členem nové skupiny Renaissance, ve které hrál pouze do následujícího roku. V letech 1977–1979 byl členem progresivní rockové skupiny Illusion. V osmdesátých letech pak hrál se skupinami Stairway a Box of Frogs.

## Sólová diskografie
- Out of the Dark (1994)
- Sitting on the Top of Time (2003)